# Perewalsk
Perewalsk (ukrainisch Перевальськ; russisch Перевальск Perewalsk) ist eine Stadt in der Oblast Luhansk im Osten der Ukraine. Sie hat 25.000 Einwohner (2016) und ist das administrative Zentrum des gleichnamigen Rajons 45 km südwestlich vom Oblastzentrum Luhansk.
Die Stadt liegt im dicht besiedelten und industriell geprägten Donezbecken und grenzt unmittelbar an die Großstadt Altschewsk.

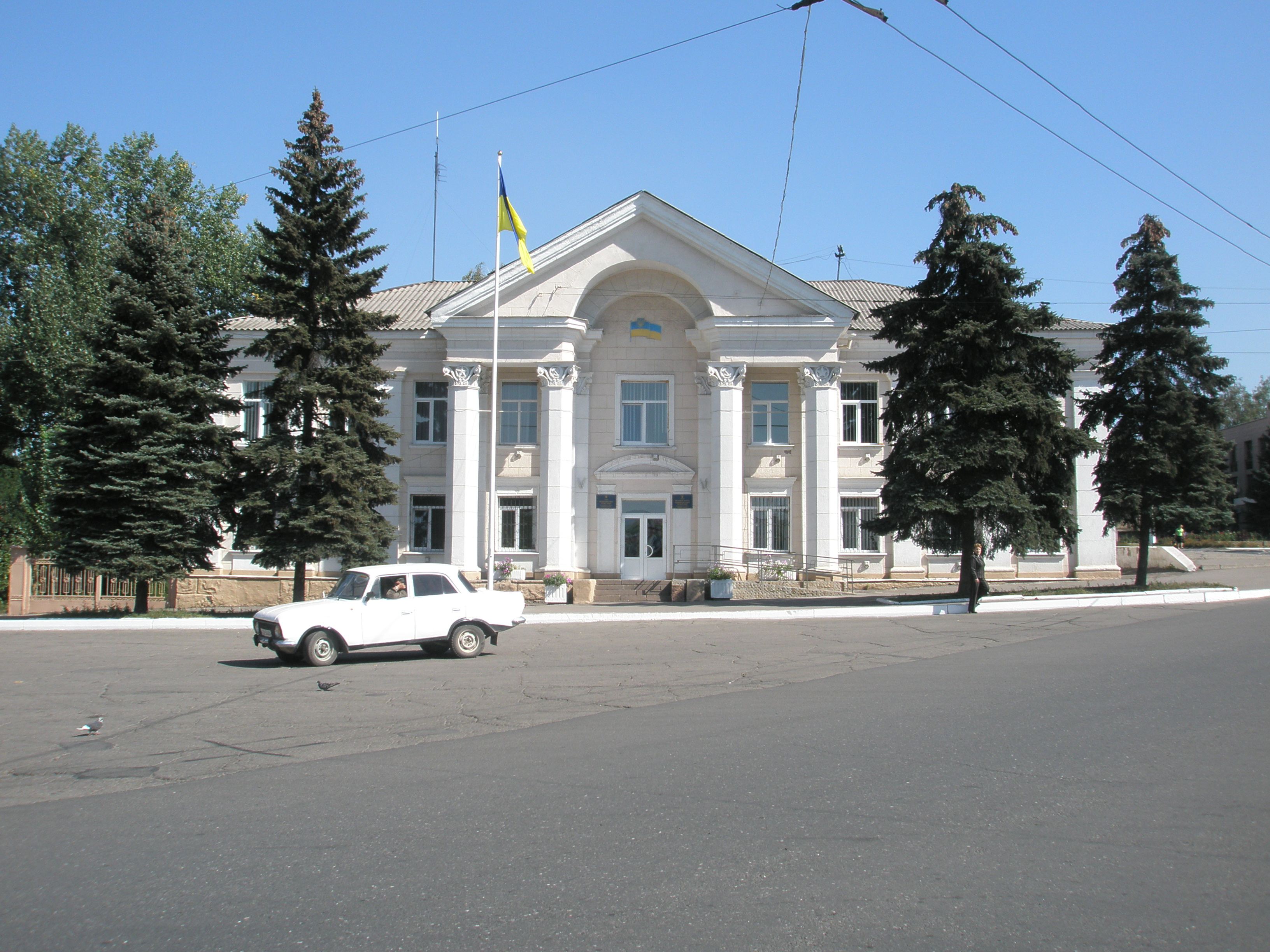
Rathaus der Stadt

## Geschichte
Gegründet wurde Perewalsk 1889 als Bergbaustandort mit dem Namen Selesnjowski Rudnik (Селезнёвский рудник). Ab 1924 trug er den Namen imeni Paryskoji Komuny (імені Паризької Комуни) zu Ehren der Pariser Kommune, der unhandliche Namen wurde 1938 in Parkommuna verkürzt. 1964 erhielt der Ort seinen heutigen Namen und den Status als Stadt. Nach Gründung des Rajons 1965 wurde die Stadt dann Rajonzentrum. Das Wort Perewal bedeutet „Pass“ oder „Übergang“.
Seit Sommer 2014 ist der Ort im Verlauf des Ukrainekrieges durch Separatisten der Volksrepublik Lugansk besetzt.

## Bevölkerung
| 1923  | 1926  | 1939   | 1959   | 1970   | 1979   | 1989   | 2001   | 2005   | 2016   |
| ----- | ----- | ------ | ------ | ------ | ------ | ------ | ------ | ------ | ------ |
| 2.719 | 3.401 | 21.071 | 32.385 | 33.208 | 33.004 | 31.989 | 29.665 | 27.832 | 25.509 |

Quelle: 

## Söhne und Töchter der Stadt
- Anatolij Jarosch (* 1952), Kugelstoßer
- Alexander Selin (* 1953), russischer Generaloberst